# La sera del ballo
La sera del ballo (Dance 'til Dawn) è un film per la televisione del 1988 diretto da Paul Schneider.

## Trama
Shelley Sheridan e il suo ragazzo Kevin McCrea sono i ragazzi più popolari della scuola. Nel momento in cui la ragazza si rifiuta di andare a letto con lui, i due litigano prima del ballo scolastico e sono costretti a trovare altri accompagnatori. Da qui si susseguono nuove vicende legate al ballo.